# Trăn
Trăn (búlgaro:Трън) é uma cidade da Bulgária, localizada no distrito de Pernik. A sua população era de 2,469 habitantes segundo o censo de 2010.

## População
| Trăn | Trăn | Trăn | Trăn | Trăn  | Trăn  | Trăn  | Trăn  | Trăn  | Trăn  | Trăn  | Trăn  | Trăn  | Trăn  | Trăn  | Trăn  | Trăn  | Trăn  | Trăn  | Trăn  |
| --- | ---- | ---- | ---- | ----- | ----- | ----- | ----- | ----- | ----- | ----- | ----- | ----- | ----- | ----- | ----- | ----- | ----- | ----- | ----- |
| Ano | 1887 | 1910 | 1934 | 1946  | 1956  | 1965  | 1975  | 1985  | 1992  | 2001  | 2002  | 2003  | 2004  | 2005  | 2006  | 2007  | 2008  | 2009  | 2010  |
| População |      |      |      | 2,163 | 2,922 | 2,930 | 3,425 | 3,391 | 3,088 | 2,792 | 2,751 | 2,710 | 2,659 | 2,622 | 2,596 | 2,560 | 2,554 | 2,515 | 2,469 |
| Fontes: Instituto Nacional de Estatísticas, „citypopulation.de“, „pop-stat.mashke.org“, Bulgarian Academy of Sciences |      |      |      |       |       |       |       |       |       |       |       |       |       |       |       |       |       |       |       |